# Brigitte Menon
Brigitte Menon est une musicienne sitariste française. Elle est l'une des rares françaises à avoir atteint un haut niveau professionnel dans la musique classique indienne.

## Biographie
Elle commence l'étude du sitar en 1976 à Bénarès avec Thakur Raj Bhan Singh et Pandit Amarnath Misra. En même temps elle suit des cours de musicologie à l'université hindoue de Bénarès. En 1981, fascinée par le style gayaki de Ustad Vilayat Khan elle quitte Bénarès pour Calcutta afin d'étudier avec son jeune frère Ustad Imrat Khan. Elle prend également des cours avec Ustad Mustaq Ali Khan (Senia Gharana) et est initiée au chant Khyal par le vénérable Pandit Bimal Prasad Chatterjee, disciple de Ustad Khadim Hussein Khan (Rampur Gharana). Elle perfectionne l'étude du sitar à Bhilai(Madhya Pradesh) où elle étudie avec Pandit Bimalendu Mukherjee, Guru réputé et père de Pandit Budhaditya Mukherjee, puis devient disciple de Ustad Shujaat Khan fils du grand Ustad Vilayat Khan à Delhi. Elle est l'une des rares représentantes de la Imdadkhani gharana en Europe.
Deux grands maîtres du chant ont aussi enrichi son étude : Pandit Shrikrishna (Baban) Haldankar (Jaipur- Atrauli et Agra Gharana), à Bombay et Pandit Laxman Krishnarao Pandit (Gwalior Gharana), à Delhi.
En 1992 à Paris, à l'issue d'une audition devant Yehudi Menuhin elle est nommée lauréate de sa fondation.
Ses expériences de fusion sont des projets de grande originalité qui par leur succès lui ont assuré une place importante dans l'univers de la fusion jazz.
Elle expérimente d'abord avec le cornettiste américain Graham Haynes (Griot's Footsteps/Verve) et tourne en 1995 avec le groupe "Ethnotronic Church" entre autres à Montreux Jazz Festival, North Sea Festival (Den Haag), Raab Festival (Autriche)…
Puis avec Mukta, l'album Indian Sitar & World Jazz (Warner WEA) est nommé aux Victoires de la musique 2000 dans la catégorie "album jazz". Avec le second album Jade le groupe est à nouveau nommé aux Victoires de la musique en 2001 dans la catégorie "découverte groupe de jazz". Après un 3e album Dancing on one's hands et de nombreuses tournées nationales et internationales, elle quitte le groupe et collabore avec le saxophoniste Doudou Gouirand pour l'album Mythologies du groupe Aumja (avec Jean-Marie Frédéric/Gt et Pierre Dayraud/Perc) très remarqué par la presse. En 2006, elle quitte la fusion pour se consacrer aux concerts de musique Hindousthanie et poursuivre son sadhana entre le sitar et le chant.

## Discographie
- 1994 : Graham Haynes "The Griots Footsteps"
- 1999 : Mukta "Indian Sitar & World Jazz"
- 2000 : Mukta "Jade"
- 2000 : Mukta "Dancing on one's hands"
- 2002 : Flora Devi "Vasanta Raga"
- 2005 : Aumja "mythologies"